# Ріяд Мерхі
Ріяд Мерхі (фр. Ryad Merhy; нар. 28 листопада 1992, Кот-д'Івуар) — бельгійський боксер-професіонал, івуарійського походження, який виступає в тяжкій (вище 90,72 кг) ваговій категорії. Серед професіоналів колишній регулярний чемпіон світу по версії WBA (2021—2022), тимчасовий чемпіон світу по версії WBA (2019—2021), і чемпіон по версіях WBA International (2018—2019), WBA Inter-Continental (2016—2018), WBC International Silver (2015—2017) в першій тяжкій вазі.